# Bernard II av Toulouse
Bernard II av Toulouse, död 877, var regerande greve av Toulouse mellan 865 och 877.